# Angersdorf

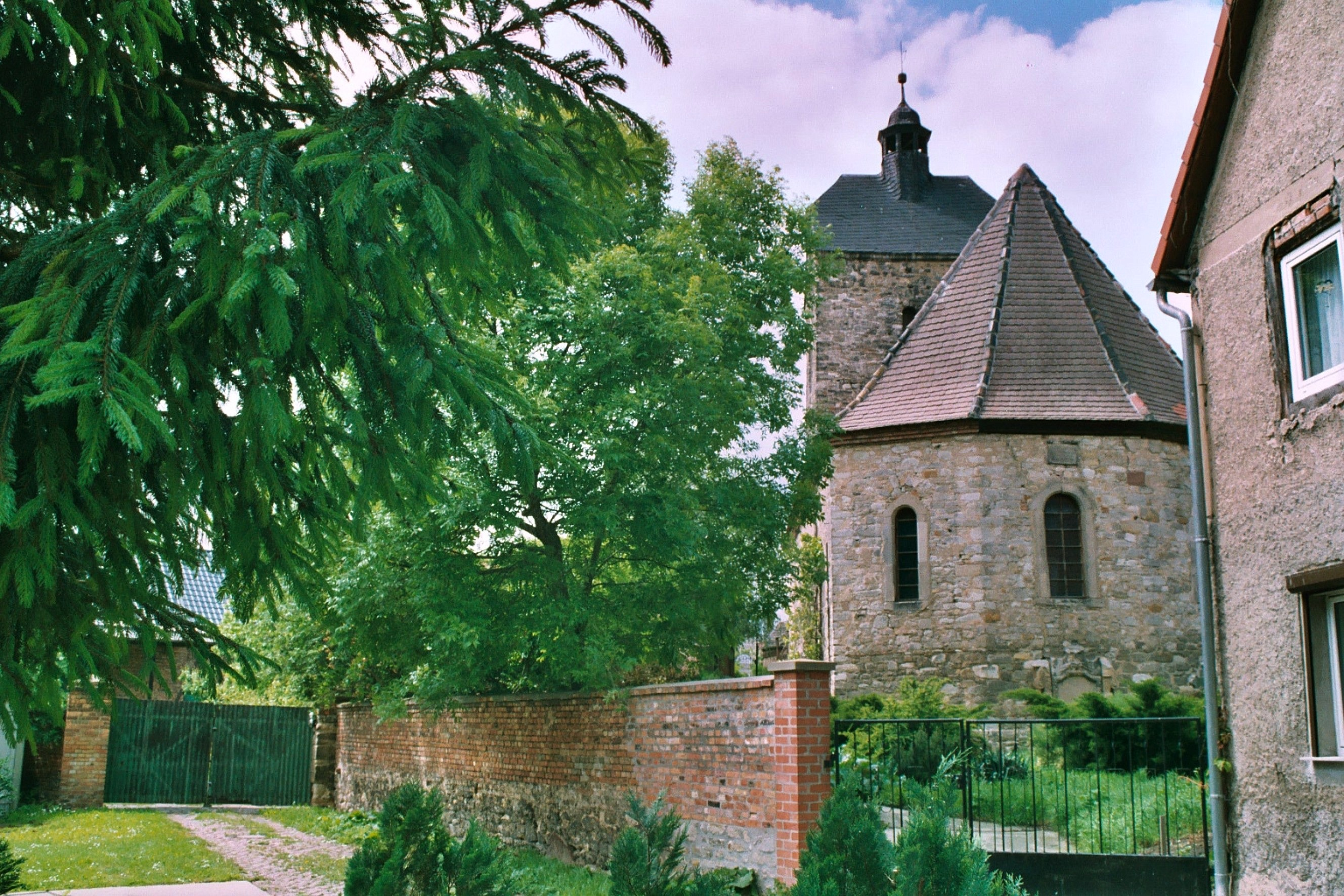
Kirche im Ortsteil Schlettau

Angersdorf ist ein Ortsteil der Gemeinde Teutschenthal im Saalekreis in Sachsen-Anhalt, Deutschland. Der Ort wurde bis zur Eingemeindung am 1. September 2010 von Teutschenthal mitverwaltet.

## Geografie

### Lage
Angersdorf liegt ca. 1 km südwestlich von Halle (Saale), auf einer Anhöhe westlich der Saaleaue.
Südlich an Angersdorf schließt sich der Teutschenthaler Ortsteil Holleben an, der Ortsteil Zscherben liegt etwa 1 km nordwestlich.

### Klima
Der Jahresniederschlag beträgt 437 mm. Die Niederschläge sind extrem niedrig. Sie liegen im unteren Zwanzigstel der in Deutschland erfassten Werte. An keiner Messstation des Deutschen Wetterdienstes werden niedrigere Werte registriert. Der trockenste Monat ist der Februar, die meisten Niederschläge fallen im Juni. Im Juni fallen 2,2-mal mehr Niederschläge als im Februar. Die Niederschläge variieren kaum und sind gleichmäßig übers Jahr verteilt. An nur 24 % der Messstationen werden niedrigere jahreszeitliche Schwankungen registriert.

### Ortschaftsgliederung
Als Ortsteil von Angersdorf ist Schlettau ausgewiesen.

## Geschichte
Der Ortsname Schlettau ist slawischen Ursprungs (Sletowe) und geht in seiner Entstehung etwa in das Jahr 600 zurück, zu einer Zeit, als die Sorben die Saaleufer besiedelten. Die Entwicklung der Gemeinde vollzog sich fortan im engen Wechsel mit der Stadt Halle sowie der Gemeinde Holleben.
Angersdorf und Schlettau gehörten bis 1815 zum hochstift-merseburgischen Amt Lauchstädt, das seit 1561 unter kursächsischer Hoheit stand und zwischen 1656/57 und 1738 zum Sekundogenitur-Fürstentum Sachsen-Merseburg gehörte. Die Saale bildete die Grenze zum Saalkreis, der unter der Hoheit des Erzstifts Magdeburg stand, welches 1680 als Herzogtum Magdeburg unter brandenburg-preußische Herrschaft kam. Im Jahre 1750 wurde der Ort Schlettau durch einen verheerenden Brand fast völlig zerstört und musste wiederaufgebaut werden.
Durch die Beschlüsse des Wiener Kongresses kamen Angersdorf und Schlettau im Jahr 1815 zu Preußen und wurden 1816 dem Kreis Merseburg im Regierungsbezirk Merseburg der Provinz Sachsen zugeteilt, zu dem sie bis 1950 gehörten. Eine neue Blütezeit setzte ein, als 1863 mit dem Bau der Eisenbahnstrecke Halle–Kassel das technische Zeitalter Einzug hielt. Der Abbau von Kali und Braunkohle begann im großen Stil.
Der heutige Ortsteil Angersdorf entstand im Jahre 1936 durch Zusammenlegung der Orte Angersdorf und Schlettau. Mit der ersten Kreisreform in der DDR wurde Angersdorf am 15. Juni 1950 vom Landkreis Merseburg in den Saalkreis umgegliedert, der bei der zweiten Kreisreform 1952 zum Saalkreis im Bezirk Halle kam. Mit diesem kam Angersdorf im Jahr 2007 zum Saalekreis. Am 1. September 2010 erfolgte die Eingemeindung nach Teutschenthal. Neu entstandene Wohngebiete führten in den letzten Jahren zu einem starken Zuzug aus dem benachbarten Halle.

## Wappen
Im silbernen Wappenschild eine rote gemauerte Rundbogensteinbrücke mit (7,4,1) gestellten Bögen in drei Ebenen, die bis unter einem schmalen Schildhaupt reicht.

## Politik
Der ehrenamtliche Ortschaftsbürgermeister Manfred Wagenschein wurde 2015 wiedergewählt.

## Kultur und Sehenswürdigkeiten

### Musik
- Chorgemeinschaft „Sang und Klang“ (seit 1901)

### Geschichtsdenkmal
- Gedenkstein aus dem Jahre 1953 in der Lauchstädter Straße für den kommunistischen Politiker Ernst Thälmann, der 1944 im KZ Buchenwald ermordet wurde.

## Wirtschaft und Infrastruktur

### Wirtschaft
Das Gebiet um Angersdorf gehört zu den ältesten Bergbaugebieten in der Region. Im westlichen Teil des Ortes befindet sich ein Kalibergwerk („Schacht Angersdorf“), in dem von 1908 bis 1993 Kali- und Steinsalz abgebaut wurden.
Im Norden von Angersdorf, unmittelbar an der Stadtgrenze von Halle, entstand in den 1990ern ein größeres Gewerbegebiet.
In der näheren Umgebung Angersdorfs befinden sich die Chemiestandorte Schkopau (Buna-Werke; 10 km entfernt) und Leuna (20 km entfernt).

### Verkehr

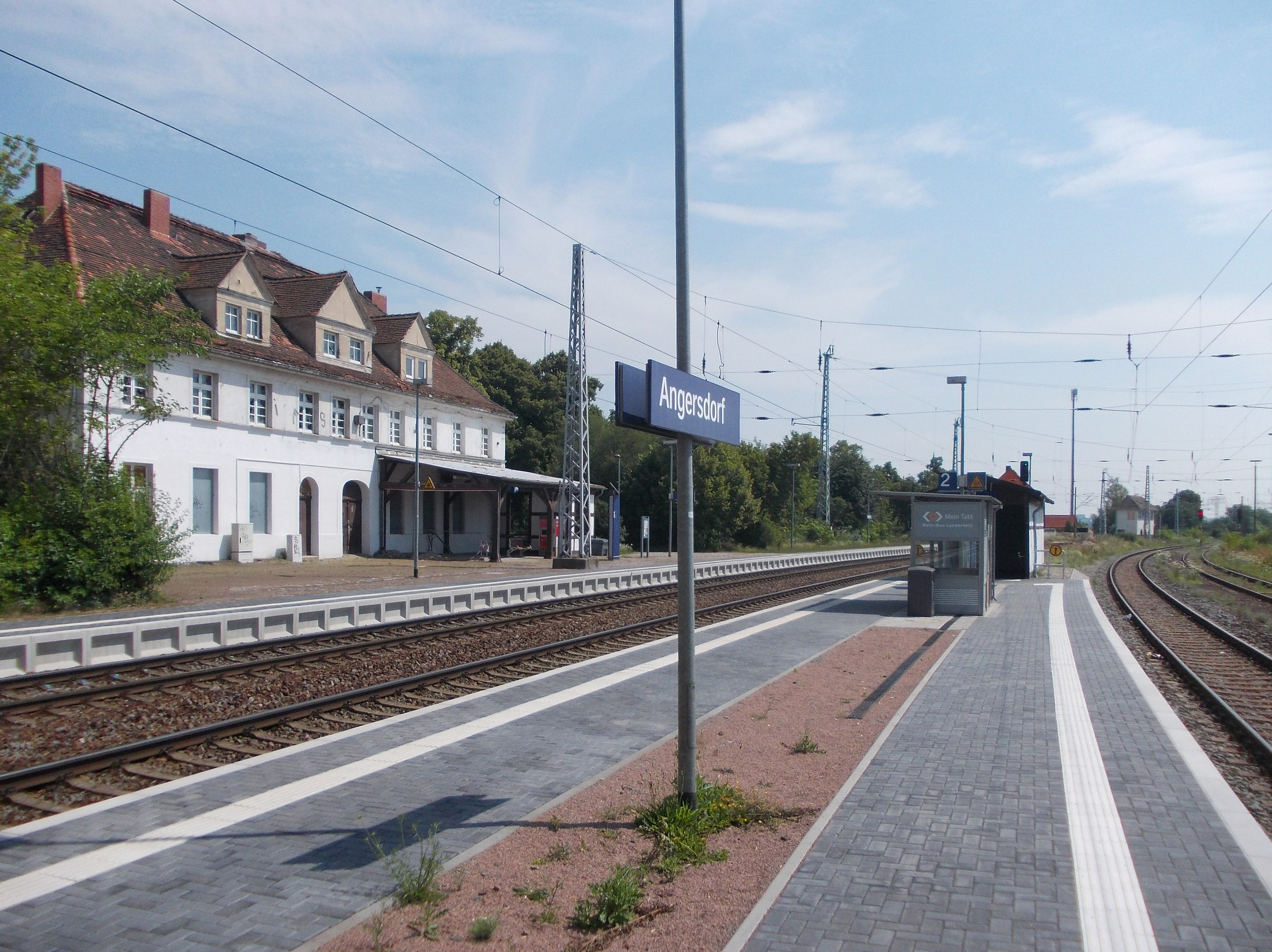
Bahnhof Angersdorf

Der Bahnhof Angersdorf liegt an der Bahnstrecke Halle–Hann. Münden mit stündlichem Halt der S-Bahn Mitteldeutschland S7 Richtung Halle (Saale) und Lutherstadt Eisleben.
Der öffentliche Personennahverkehr wird unter anderem durch den PlusBus des Mitteldeutschen Verkehrsverbund erbracht. Folgende Verbindung führt, betrieben von der Omnibusbetrieb Saalekreis, durch Angersdorf:
- Linie 320: Halle ↔ Angersdorf ↔ Holleben ↔ Delitz ↔ Bad Lauchstädt

Mit dem 5 km entfernten Stadtzentrum von Halle ist Angersdorf über die zweispurig befahrbare Bundesstraße 80 verbunden. Über die L164n besteht Anschluss an die seit 2007 teil-fertigstellte Bundesautobahn 143 und somit an den Autobahndoppelring Mitteldeutsche Schleife Halle–Leipzig.
Der Flughafen Leipzig/Halle liegt ca. 25 km entfernt.